# Conus gloriamaris
Gloire de la mer
Espèce
Statut de conservation UICN

 LC  : Préoccupation mineure
Conus gloriamaris, la Gloire de la mer, est une espèce de mollusque gastéropode appartenant à la famille des Conidae.

## Répartition
Cette espèce se trouve dans l'océan Indien et l'ouest de l’océan Pacifique.

## Description
- Longueur : 16 cm.